# Giuseppe Orlandini
Giuseppe Orlandini (* 1922 in Florenz) ist ein italienischer Filmregisseur.

## Leben
Orlandini legte das Diplom am Centro Sperimentale di Cinematografia 1953 ab und fand dann schnell Betätigung als Regieassistent. Dabei arbeitete er unter anderem mit Franco Rossi und Luchino Visconti zusammen. 1958 legte er als Regiedebüt die Komödie Tutti innamorati vor, die von seinem Lehrmeister Rossi koordiniert wurde. Nach seinem Episodenbeitrag zu Cronache del ’22 folgten einige unaufregende Komödien, bis er sich zwischen 1967 und 1972 ausschließlich dem Komikerpaar Franco & Ciccio widmete, mit dem er sechs Groteskkomödien inszenierte, die gelegentlich auch von ihm geschrieben waren. Danach zog sich Orlandini von der Filmregie zurück.

## Filmografie (Auswahl)
- 1958: Verliebte haben’s schwer (Tutti innamorati)
- 1961: Cronache del ’22 (Episode, auch Drehbuch)
- 1962: Erotica (L’amore difficile)
- 1963: Das Mädchen La Pupa (La pupa)
- 1972: Continuavano a chiamarli… er più er meno